# Церковь Александра Невского (Шахты)
Церковь Александра Невского (Александро-Невская церковь) — бывший православный храм в городе Шахты Ростовской области.

## История
Церковь была построена в 1888 году деревянной, однопрестольной. В 1891 году были сделаны росписи. В 1906 году к ней был пристроен придел в честь Вознесения Господня. По сведениям 1896 года, в штате церкви было 2 священника, 1 диакон и 2 псаломщика. В приход храма входили хутора Аютинский, Новогрушевский, Максимовка и Попов.
После Гражданской войны, в 1923 году, храм был закрыт, но в связи с возмущениями местных жителей вновь открылся. В 1959 году церковь была окончательно закрыта и разрушена во исполнение постановления горисполкома города Шахты.
В настоящее время в Шахтах в посёлке им. Фрунзе возводится новый храм Александра Невского Шахтинской епархии, Александровск-Грушевского благочиния. Службы проходят во временном помещении. Настоятель — иерей Георгий Болоцков.